# Proces Bayera
Proces Bayera – proces technologiczny opracowany w 1887 r. przez austriackiego chemika Carla Josefa Bayera. Proces ten w połączeniu z procesem Halla-Héroulta jest wykorzystywany do wytwarzania metalicznego glinu.
Proces ten zasadniczo można podzielić na trzy części:

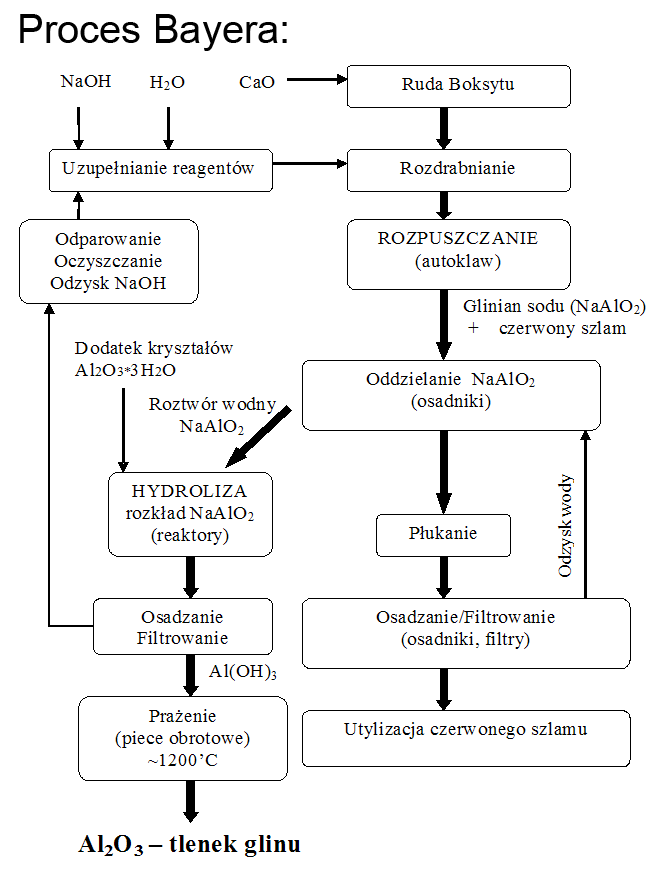
Proces Bayera

## Ekstrakcja
Minerały zawierające glin, a występujące w rudzie boksytu (głównie gibbsyt, bemit i diaspor), są poddawane selektywnej ekstrakcji od nierozpuszczalnych składników występujących w rudzie (głównie tlenków np: krzemu, żelaza itp.), poprzez rozpuszczenie ich w roztworze wodorotlenku sodu (NaOH).
Reakcje te mogą zachodzić ze względu na amfoteryczny charakter tlenku glinu.
Gibbsyt:
Al2O3 + 2Na+ + OH− → 2 [Al(OH)4]−+ Na+
Al2O3 + 2NaOH → 2NaAlO2 +H2O
Bemit oraz Diaspor:
AlO(OH) + Na+ + OH− + H2O → Al(OH)4− + Na+
Ogólnie:
Al2O3·nH2O + 2NaOH → 2NaAlO2 + (n+1)H2O
AlOnH(2n−3) + NaOH → NaAlO2 +(n−1)H2O
W zależności od jakości rudy, może ona być poddana zabiegowi wstępnego przemywania wodą w celu usunięcia rozpuszczalnych zanieczyszczeń.
Rudę uzupełnia się dodatkiem wapna palonego CaO. W procesie kruszenia oraz mielenia w młynach rurowych dąży się do redukcji wielkości ziaren rudy, poprawia to szybkość procesów ekstrakcji. Uzyskany proszek łączy się z roztworem wodorotlenku sodu NaOH w urządzeniu ekstrakcyjnym. Parametry panujące w ekstryfikatorze (stężenie, temperatura, ciśnienie) ustalane są indywidualnie w zależności od składu rudy boksytu.
Rudy z wysoką zawartością gibbsytu [Al(OH)3] mogą być przetwarzane w temperaturze 140 °C z uwagi na dość dobrą rozpuszczalność w roztworze NaOH. Bemit [AlO(OH)] wykazuje znikomą rozpuszczalność, stąd wynika konieczność przeprowadzania procesu w temperaturze 210–240 °C (gibbsyt ulega przemianie w bemit w temperaturze 190–210 °C tracąc przy tym związaną wodę). Ciśnienie nie wpływa znacząco na przebieg procesu ekstrakcji, jednak jest ono definiowane ciśnieniem pary wodnej w aktualnych warunkach reakcyjnych. Przy temperaturze 240 °C ciśnienie wynosi w przybliżeniu 35 atmosfer.
Wyższa temperatura, w jakiej zachodziłaby reakcja, teoretycznie powinna przyspieszać proces ekstrakcji, w rzeczywistości jednak niesie ze sobą wiele niekorzystnych zjawisk włączając w to problem korozji instalacji oraz możliwości rozpuszczania w roztworze wodorotlenku sodu innych tlenków niż tlenek glinu. 
Po procesie ekstrakcji nierozpuszczalne składniki rudy zostają odseparowane w osadnikach. Pozostały roztwór poddawany jest procesom filtracji w celu uzyskania jak największej czystości. 
Nierozpuszczalny osad zwany „czerwonym szlamem” (ze względu na zabarwienie wywołane przez tlenki żelaza) jest przemywany wodą w celu odzyskania NaOH, która jest zawracana do obiegu głównego procesu.

## Wytrącanie
Krystaliczny wodorotlenek glinu jest otrzymywany w reakcji hydrolizy glinianu sodu:
Al(OH)4− + Na+ → Al(OH)3↓ + Na+ + OH−
NaAlO2 + 2 H2O → NaOH + Al(OH)3↓
Jest to proces odwrotny do ekstrakcji z tą różnicą, że proces ten jest kontrolowany poprzez wprowadzanie zarodków krystalizacji (kryształków Al(OH)3), doborze odpowiedniej temperatury, jak i szybkości chłodzenia. Kryształy o odpowiedniej wielkości są oddzielane, a te o zbyt małej wielkości są zawracane do krystalizacji i służą jako zarodki krystalizacji.

## Kalcynacja
Wodorotlenek glinu Al(OH)3 jest przeprowadzany w tlenek glinu Al2O3 w procesie kalcynacji:
2Al(OH)3 → Al2O3 + 3H2O
Zachodzi on w temperaturze powyżej 1110 °C i przeprowadzany jest w piecach obrotowych lub stacjonarnych. Powstająca woda jest usuwana w trakcie procesu ogrzewania.
Wynikiem procesu Bayera jest tlenek glinu Al2O3 używany jako substrat do produkcji metalicznego glinu w procesie elektrolizy Halla-Héroulta.